# Gustav Ewald

Gustav Ewald als Corpsstudent 1919

Gustav Ewald (* 24. August 1895 in Küstrin; † 1. Februar 1983 in Friedrichshafen) war ein deutscher  Unternehmer, Stabsoffizier der Luftwaffe und Technikhistoriker.

## Leben
Gustav Ewald wurde als Sohn des Fabrikanten Theodor Ewald geboren. Nach dem Besuch des Gymnasiums in Küstrin und bestandenem Abitur hatte er eigentlich vor, in Berlin Maschinenbau zu studieren, meldete sich jedoch bereits im August 1914 als Kriegsfreiwilliger zu einem Küstriner Feldartillerie-Regiment. Er nahm am gesamten Ersten Weltkrieg als aktiver Soldat teil, zuletzt als dekorierter Leutnant der Reserve an der Westfront. Noch im Dezember 1918 begann er an der Technischen Hochschule Berlin-Charlottenburg das Studium des Maschinenbaus und schloss sich hier dem Corps Saxonia an. Nachdem sein Vater bereits 1916 verstorben war und als 1919 auch der leitende Ingenieur, der seitdem die Geschäftsführung innehatte, verstarb, musste Ewald im dritten Semester das Studium abbrechen, um das von seinem Großvater Gustav Ewald gegründete Unternehmen Gustav Ewald Feuerlöschgeräte zu übernehmen.
Unter der Führung von Ewald wurde der Drehleiterbau eingestellt und eine Kleinmotorspritze entwickelt. Er erhielt mehrere feuerwehrtechnische Patente, arbeitete maßgeblich im DIN-FEN Unterausschuss für Schläuche und Armaturen des Deutschen Normenausschusses mit und begann die industriemäßige Fertigung von DIN-FEN-Armaturen. Nach dem Bankrott seines Unternehmens in der Weltwirtschaftskrise im Jahre 1929 begann er 1930 einen Neuanfang mit der industriellen Fertigung von DIN-FEN-Leichtmetall-Armaturen von hoher Qualität in großer Stückzahl. In kurzer Zeit entwickelte sich die Firma Ewald zum größten Feuerlösch-Armaturen-Hersteller ihrer Zeit in Deutschland. Zu den Kunden gehörten fast alle Feuerwehrgeräte-Hersteller und auch einige Großfeuerwehren wie die Berliner Feuerwehr. Die Fabrik in Küstrin wurde am 5. Februar 1945 zerstört und der Betrieb nach dem Krieg nicht wieder aufgenommen. Armaturen mit der Aufschrift „EWALD-KÜSTRIN“ fanden noch Jahrzehnte nach dem Untergang der Fabrik weitläufige Verwendung.
1936 kehrte Ewald als aktiver Offizier in den Militärdienst zurück und legte die Geschäftsführung in seinem Unternehmen nieder, blieb aber weiterhin Eigentümer des Unternehmens. Bei der Luftwaffe war er in der Nachrichtentechnik unter anderem mit der praktischen Entwicklung von Funkmessgeräten, den Vorläufern des Radars, beschäftigt. 1938 war er Referent für den Fernmeldedienst beim Höheren Kommandeur der Flakartillerie im Luftkreis II. Zuletzt befehligte er als Oberst das Luftnachrichten-Regiment 251, bis er im April 1945 in Norwegen in britische Kriegsgefangenschaft geriet.
Nach der Kriegsgefangenschaft und einer kurzfristigen ersten Anstellung bei der Feuerwehrgerätefirma August Höing war Ewald bis zu seiner Pensionierung im Jahre 1963 Geschäftsführer der Kölner Marmorwerke. Danach ließ er sich am Bodensee nieder und widmete sich als Technikhistoriker der frühen Luftfahrttechnik und Luftnachrichtentechnik sowie der Feuerwehrgeschichte.

## Werk als Technikhistoriker
Seit 1945 erstellte Gustav Ewald umfassende technische Dokumentationen auf den Gebieten Luftfahrt, Luftmelde- und Feuerwehrtechnik. Hierzu gehörten jedes Flugzeug, jeder Flugmotor, jedes Flugzeugtriebwerk, jede luftmeldetechnischen Anlage sowie Feuerwehrgeräte, die in Deutschland gefertigt worden waren. Die Dokumentation umfasst ca. 40.000 Fotos und Zeitungsausschnitte sowie die technischen Daten der Maschinen, teilweise auch die persönliche Korrespondenz mit Pionieren der Luftfahrt und wird ergänzt durch Angaben über Flugzeughersteller aus Europa und Übersee, Segelflugzeugfirmen und Feuerwehrausstattungsfirmen.
Ein Manuskript Ewalds für eine Buchveröffentlichung „Geschichte der deutschen Luftfahrzeugindustrie“ befindet sich ebenfalls in der Sammlung, die das Wirtschaftsarchiv Baden-Württemberg 1991 mit Mitteln der Stiftung Kulturgut Baden-Württemberg von seiner Witwe Gabriele Ewald von Arnauld de la Perriere aufgekauft hat.
Als Technikhistoriker wirkte er an verschiedenen Werken zur Geschichte der Feuerwehrtechnik und des deutschen Flugzeugmotorenbaus mit.

## Ehrenämter
Seit 1919 war Gustav Ewald Mitglied der Freiwilligen Feuerwehr Küstrin-Neustadt, zuletzt als Oberbrandmeister. Von 1926 bis 1934 war er ehrenamtlicher Lehrer an der Provinzial-Feuerwehrschule Bahrensdorf bei Beeskow und lehrte dort die Fächer Geräte- und Pumpenkunde, Wasserförderung und Gasschutz.